# Partula lutea
Partula lutea је пуж из реда Stylommatophora и фамилије Partulidae. 

## Угроженост
Ова врста је изумрла, што значи да нису познати живи примерци.

## Станиште
Врста Partula lutea је имала станиште на копну.

## Распрострањење
Пре изумирања, само Француска Полинезија.